# Supercell (Album)
Supercell ist das gleichnamige Debütalbum der japanischen J-Pop-Band Supercell. Supercell veröffentlichte es ursprünglich als Dōjin-Album (eigenveröffentlichtes Independent-Album) auf der Comiket 74 am 16. August 2008, bevor sie ein Plattenvertrag bei Sony Music Entertainment Japan erhielten und dort am 4. März 2009 erneut verlegt wurde. Dieses Major-Album enthält zwölf Tracks die von Ryo komponiert und getextet und durch den Vocaloid-Gesangssynthesizer Hatsune Miku gesungen wurden. Die Major-Veröffentlichung des Albums enthielt mit Melt und Hajimete no Koi ga Owaru Toki zwei weitere Stücke die nicht auf der Independent-Fassung vertreten waren, aber zuvor online und auf dem Videoportal Nico Nico Douga erschienen. Alle Stücke der Independent-Fassung wurden für die Major-Fassung zur Verbesserung der Tonqualität neu abgemischt und gemastert. Das Album wurde in einer normalen und einer limitierten Fassung veröffentlicht, wobei beide eine Bonus-DVD mit Musikvideos von vier Stücken enthielten. Die Independent-, als auch limitierte Major-Fassung kamen zusätzlich mit einem Booklet mit Illustrationen namens Supercell Works einher. Supercell stieg auf Platz 4 in den Oricon-Wochencharts ein und erhielt im Juni 2009 den Goldstatus der Recording Industry Association of Japan für mehr als 100.000 Verkäufe binnen eines Jahres.

## Produktion
Die ursprüngliche Aufzeichnung der Lieder auf Supercell datiert zurück auf die Veröffentlichung des Stücks Melt online auf dem Videoportal Nico Nico Douga am 7. Dezember 2007. Der Komponist und Liedtexter Ryo benutzte den Vocaloid-Gesangssynthesizer Hatsune Miku für den Gesang und verwendete das Programm auch für die weiteren Lieder auf dem Album. Das online gestellte Video zu Melt verwendete eine Illustration von Miku ohne Erlaubnis dessen Künstlers 119 (Hikeshi ausgesprochen). Nachdem Ryo mit einer Entschuldigung 119 kontaktierte, antwortete 119 mit einem großen Interesse an Melt und begann mit Ryo zusammenzuarbeiten, wodurch sich Supercell gründete.
Supercell warb weitere Mitglieder an – einschließlich der Illustratoren Shirow Miwa, Redjuice und Huke – und veröffentlichte 2008 drei weitere Lieder online: Koi wa Sensō am 22. Februar, World is Mine am 31. Mai und Black Rock Shooter am 13. Juni. Ryo blieb weiterhin das einzige Mitglied, das sich um Komposition und Schreiben des Liedtextes kümmerte, während die anderen Mitglieder Illustrationen, Animationen, Design und Fotografie für Booklets, Hüllen und Video beisteuerten. Auf der Comiket 74 am 16. August 2008 veröffentlichte Supercell schließlich ein Dōjin-Album mit den drei vorherigen Stücken, sowie sieben bis dahin unveröffentlichten Stücken; Melt war auf diesem Indie-Album nicht enthalten. Das Album erschien zusätzlich mit einer DVD mit Musikvideos zu den drei Stücken. Am 12. Dezember 2008 veröffentlichte Supercell Hajimete no Koi ga Owaru Toki auf Nico Nico Douga, welches als letztes Lied auf der Supercell-Website erschien.
Zu dieser Zeit unterzeichnete einen Plattenvertrag mit Sony Music Entertainment Japan, welches Pläne einer Neuveröffentlichung für März 2009 mit remasterten Tracks zur Verbesserung der Tonqualität ankündigte, als auch Melt und Hajimete no Koi ga Owaru Toki auf dem neuen Album mit aufzunehmen. Mit Ausnahme des bei den Liedern verwendeten Synthesizer-Schlagzeugs unterscheiden sind die fünf ursprünglich online veröffentlichten Lieder und die Lieder auf dem Indie-Album substantiell von dem Major-Album. Wie die Indie-Fassung kam das Major-Album gebündelt mit einer DVD mit Musikvideos für vier der Lieder, eingeschlossen der sechs Musikvideos der Indie-Fassung und drei weiteren. Als Supercell ihr Major-Debüt hatten bestand die Gruppe aus 11 Mitglieder, ausgenommen 110, der die Gruppe nach der Indie-Veröffentlichung verließ.

### Komposition
Das Album Supercell behandelt eine Vielzahl an Themen im Bezug auf die Texte und den musikalischen Stil. Koi wa Sensō („Liebe ist Krieg“) handelt von dem Konzept im Bezug auf die Liebe niemals aufzugeben, und wurde komponiert mit der Absicht der erste Track auf dem Album zu sein. Ryo wollte, dass das Lied „cool“ wirkt und nannte das Stück Blue Orchid von der Rockband The White Stripes als Einfluss, welches ebenfalls der erste Track auf deren fünften Album Get Behind Me Satan war. Ryo schrieb den Liedtext am Neujahrstag 2008 und stellte die Komposition Mitte Januar fertig. Sono Ichibyō Slow Motion („diese einsekündige Zeitlupe“) handelt von der Liebe auf den ersten Blick – insbesondere von dem eigentlichen Augenblick. Von all den Liedern auf dem Album beschrieb Ryo dieses als einen typischen Popsong.
Ryo experimentierte auch mit anderen Musikgenres, wie der energischen Darbietung von Garagenbands in Usotsuki no Parade („Lügner-Parade“). Heartbreaker („Herzensbrecher“) sollte sich anhören wie das Lied einer altmodischen Band und Hinekuremono („Rebell“) wie ein Oldie. Auch andere Stücke auf dem Album handeln von starken Emotionen wie Koi wa Sensō: Melt („schmelzen“) stellt die schwankenden Emotionen eines lebhaften Mädchens dar, während World is Mine („die Welt ist mein“) das Konzept eines egoistischen, sich wie eine Prinzessin aufführenden, aber dennoch süßen Mädchens aufgreift. Das Thema der Trennung wurde in Hajimete no Koi ga Owaru Toki („Als meine erste Liebe endete“) benutzt, um die Geschichte einer unerwiderten Liebe zu erzählen. Dieses Stück komponierte Ryo in einem halben Tag, wobei Abmischen und Arrangieren die meiste Zeit in Anspruch nahmen. Im Gegensatz zu den anderen Stücken sollte Kurukuru Mark no Sugoi Yatsu den Eindruck eines lustigen Liedes übermitteln. Black Rock Shooter basiert auf der vom Illustrator Huke geschaffenen gleichnamigen Figur.
Beim Texten der Lieder achtete Ryo darauf von seiner jeweils zugrunde liegenden Idee so wenig wie möglich abzuweichen, da der Sänger – ein Computerprogramm – kein Verlegenheit in Bezug auf die Texte verspüren kann. Anfangs hatte Ryo Schwierigkeiten mit Texten von Liedern die von jungen Frauen gesungen wurden. Er gab zu, dass seine Freunde lachten, wenn er die Stücke spielte, dachte aber, dass wenn sie schon von einem 16-jährigen Mädchen gesungen werden, es das Beste sei, wenn sie über Romantik singt.
Auch die Musik stammt hauptsächlich von Ryo mittels eines Synthesizers, wobei für die Stücke Line und Sono Ichibyō Slow Motion der Gitarrist Okiya Okoshi und der Bassgitarrist Miruku „Hime“ Kokumaro genannt werden, sowie Sariya der für den größeren Realismus die Atemgeräusche zum Gesang beisteuerte. Die Gitarre in World is Mine und Hajimete no Koi ga Owaru Toki stammt von einem nicht benannten Freund Ryos. Für die Major-Fassung von Supercell wurde die Abmischung von Keiji Kondo, Yasuo Matsumoto und Okuda Supa vorgenommen, während Hidekazu Sakai das Mastering übernahm.

### Artwork
Die limitierte Major-Fassung von Supercell als auch die Indie-Fassung kamen mit einem 36-seitigen Booklet mit Illustrationen namens Supercell Works einher. Das Booklet enthält farbige Illustrationen für zehn der Stücke, Kommentare der Illustratoren, ein Interview mit Ryo, sowie weitere Details zum jeweiligen Lied und dessen Artwork, einschließlich des Liedtextes. Die beiden Stücke Hajimete no Koi ga Owaru Toki und Mata ne sind davon ausgenommen. Die Verpackung des Albums, designt von Yoshiki Usa, enthält ebenfalls die Liedtexte und einige der Illustrationen aus dem Booklet, wobei zwar der Liedtext für Mate ne dabei ist, jedoch keine Illustration. Die Illustratoren für die Lieder sind Mitglieder der Band Supercell, ausgenommen der Künstler 119 der schon vorher austrat, und in der untenstehenden Titelliste aufgeführt. Das Coverbild enthält eine Illustrationen von Hatsune Miku durch Shirow Miwa auf einem Hintergrund mit einem wolkigen Himmel der von Maque gestaltet wurde.

## Veröffentlichung und Rezeption
Die Lieder erlangten zuerst Bekanntheit auf der Videoplattform Nico Nico Douga. Die höchste Popularität hatte dabei Melt das im August 2008 noch vor dem Verkauf des Independent-Albums 2,5 Millionen Abrufe hatte. Bis zur Woche der Veröffentlichung des Major-Albums im März 2009 stiegen diese auf 4 Millionen. Auch Koi wa Sensō, World is Mine und Black Rock Shooter hatten bis Dezember 2008 auf Nico Nico Douga mehr als 1 Million Abrufe.
Das Major-Album Supercell wurde am 4. März 2009 von Sony Music Entertainment Japan als CD in einer regulären und einer limitierten Fassung veröffentlicht zusammen mit einer DVD mit einer Musikvideos von vier der Lieder. Am ersten Tag verkaufte sich das Album 20.000-mal und startete auf Platz 2 der täglichen Oricon-Albumcharts. In der ersten Chartwoche vom 16. März 2009 verkauften sich insgesamt 56.000 Exemplare, womit das Album auf Platz 4 der Wochencharts einstieg. Damit wurde der vorherige Rekord für ein Miku-Hatsune-Album eingestellt, der bei Platz 5 mit dem Album Re:package von Livetune aus dem Jahr 2008 lag. Zur Chartwoche vom 30. März 2009 hatte Supercell über 70.000 Exemplare verkauft und lag auf Platz 24. In der darauf folgenden vom 6. April befand sich Supercell auf Platz 36 in den Charts mit drei weiteren Hatsune-Miku-Alben: Re:Mikus von Livetune (Platz 18), Unformed von Doriko (Platz 26) und Exit Tunes Presents Vocarhythm feat. Hatsune Miku von Super Producers (Platz 96).
Im Juni 2009 erhielt Supercell den Goldstatus der Recording Industry Association of Japan für mehr als 100.000 verkaufte CDs binnen eines Jahres. Die Asahi Shimbun berichtete das die Online-Vorbestellungen von Supercell ein Geschlechterverhältnis von 55 % Männer zu 45 % Frauen auswiesen, was dahingehend bemerkenswert ist, dass, nach dem Produzenten des Albums Kazumitsu Shimizu, Produkte mit Ursprung in der Internetkultur typischerweise zu 90 % von Männern gekauft werden, während es dem Album gelang gleichermaßen auch Frauen anzusprechen.

## Titelliste
| #       | Titel                                                                                 | Länge |
| ------- | ------------------------------------------------------------------------------------- | ----- |
| 01      | Koi wa Sensō 恋は戦争                                                                 | 03:57 |
| 02      | Heartbreaker ハートブレイカー, Hātobureikā                                            | 04:39 |
| 03      | Black Rock Shooter ブラック★ロックシューター, Burakku Rokku Shūtā                     | 04:50 |
| 04      | Kurukuru Mark no Sugoi Yatsu くるくるまーくのすごいやつ, Kurukuru Māku no Sugoi Yatsu | 03:42 |
| 05      | Line ライン, Rain                                                                     | 04:53 |
| 06      | World is Mine ワールドイズマイン, Wārudo izu Main                                     | 04:13 |
| 07      | Usotsuki no Parade 嘘つきのパレード, Usotsuki no Parēdo                               | 03:53 |
| 08      | Sono Ichibyō Slow Motion その一秒 スローモーション, Sono Ichibyō Surō Mōshon          | 04:08 |
| 09      | Hinekuremono ひねくれ者                                                               | 04:12 |
| 10      | Mata ne またね                                                                        | 00:41 |
| Gesamt: | Gesamt:                                                                               | 39:08 |

| #       | Titel                                                                                 | Illustrator | Länge |
| ------- | ------------------------------------------------------------------------------------- | ----------- | ----- |
| 01      | Koi wa Sensō 恋は戦争                                                                 | Shirow Miwa | 03:58 |
| 02      | Heartbreaker ハートブレイカー, Hātobureikā                                            | Redjuice    | 04:21 |
| 03      | Melt メルト, Meruto                                                                   | 119         | 04:17 |
| 04      | Black Rock Shooter ブラック★ロックシューター, Burakku Rokku Shūtā                     | Huke        | 04:53 |
| 05      | Kurukuru Mark no Sugoi Yatsu くるくるまーくのすごいやつ, Kurukuru Māku no Sugoi Yatsu | Suga        | 03:43 |
| 06      | Line ライン, Rain                                                                     | Maque       | 04:55 |
| 07      | World is Mine ワールドイズマイン, Wārudo izu Main                                     | Redjuice    | 04:13 |
| 08      | Hajimete no Koi ga Owaru Toki 初めての恋が終わる時                                    | Shirow Miwa | 05:15 |
| 09      | Usotsuki no Parade 嘘つきのパレード, Usotsuki no Parēdo                               | Shirow Miwa | 03:55 |
| 10      | Sono Ichibyō Slow Motion その一秒 スローモーション, Sono Ichibyō Surō Mōshon          | Shirow Miwa | 04:08 |
| 11      | Hinekuremono ひねくれ者                                                               | Huke        | 04:14 |
| 12      | Mata ne またね                                                                        | –           | 00:42 |
| Gesamt: | Gesamt:                                                                               | Gesamt:     | 48:34 |

### DVD
Independent-Veröffentlichung:
1. Koi wa Sensō (恋は戦争)
2. World is Mine (ワールドイズマイン, Wārudo izu Main)
3. World is Mine mit Untertiteln (ワールドイズマイン(字幕入り), Wārudo izu Main (jimaku iri))
4. Black Rock Shooter (ブラック★ロックシューター, Burakku Rokku Shūtā)
5. Black Rock Shooter mit Untertiteln (ブラック★ロックシューター(字幕入り), Burakku Rokku Shūtā (jimaku iri))
6. Koi wa Sensō Rough Sketch Slide Show (恋は戦争 ラフスケッチスライドショウ, Koi wa Sensō Rafu Sukecchi Suraido Shō)

Major-Veröffentlichung:
1. Koi wa Sensō (恋は戦争)
2. Koi wa Sensō mit Untertiteln (恋は戦争(字幕入り), Koi wa Sensō (jimaku iri))
3. World is Mine (ワールドイズマイン, Wārudo izu Main)
4. World is Mine mit Untertiteln (ワールドイズマイン(字幕入り), Wārudo izu Main (jimaku iri))
5. Black Rock Shooter (ブラック★ロックシューター, Burakku Rokku Shūtā)
6. Black Rock Shooter mit Untertiteln (ブラック★ロックシューター(字幕入り), Burakku Rokku Shūtā (jimaku iri))
7. Koi wa Sensō Rough Sketch Slide Show (恋は戦争 ラフスケッチスライドショウ, Koi wa Sensō Rafu Sukecchi Suraido Shō)
8. Melt (メルト, Meruto)
9. Melt mit Untertiteln (メルト(字幕入り), Meruto (jimaku iri))

## Beteiligte
| Supercell: - Ryo – Komponist, Liedtexter - Shirow Miwa (三輪 志郎) – Cover-Illustration, Illustrationen - Huke – Cover- und Label-Artwork, Illustrationen - Redjuice – Illustrationen - Suga (スガ) – Illustrationen - Maque (マクー) – Cover-Hintergrund, Illustrationen - Yoshiki Usa (宇佐 義大) – Verpackungsdesign - Hei8rō (丙8郎) – Fotografie - 119 – Illustrationen Weitere Musiker: - Okiya Okoshi – Gitarre - Miruku „Hime“ Kokumaro (こくまろ“姫”みるく) – Bass | Produktion: - Kazumitsu Shimizu – Produzent - Toyohiko Arimoto – Executive Producer - Yu Tamura – Executive Producer - Keiji Kondo – Abmischung - Yasuo Matsumoto – Abmischung - Okuda Supa – Abmischung - Hidekazu Sakai – Mastering - Yukiko Takata – Produktkoordination - Takayasu Kuroda – Director, Künstler-Management - Yoshiaki Fukuda – Produktmanagement |